# Another Joyous Occasion
Another Joyous Occasion è il secondo album dal vivo del gruppo musicale statunitense Widespread Panic, pubblicato il 23 maggio 2000 dalla Widespread Records.

## Tracce
Testi e musiche dei Widespread Panic, eccetto dove indicato
1. Fishwater – 5:52
2. Superstition – 5:41 (Stevie Wonder)
3. Fishwater (Reprise) – 5:57
4. Christmas Katie – 6:16
5. Behive Jam – 11:37
6. Big Chief – 7:27 (Earl King)
7. Drums – 4:09
8. Weight Of The World – 7:22
9. I Walk on Guilded Splinters – 9:52 (Dr. John)
10. Coconuts – 8:05
11. Arleen – 4:46 (Winston Riley)

## Classifiche
| Classifica (2000) | Posizione massima |
| ----------------- | ----------------- |
| Stati Uniti       | 161               |